# Kondratieffgolf

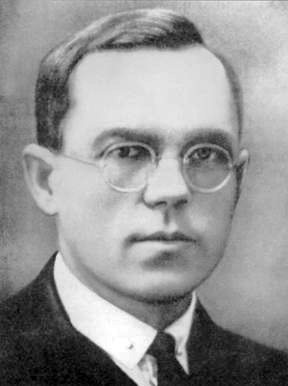
Nikolaj Kondratjev (1892-1938).

De Kondratieffgolven (ook gespeld Kondratjev, Kondratiev, Kondratiew) of lange (conjunctuur)golven vormen een conjunctuurbeweging in de moderne wereldeconomie, die op de zeer lange termijn opereert: deze golven hebben een periode van vijftig tot zestig jaar, waarin de economische ontwikkeling eerst versnelt, daarna vertraagt. Kondratieffgolven werden begin twintigste eeuw ontdekt door de Russische econoom Nikolaj Kondratjev en ongeveer gelijktijdig door diverse andere economen. Ze werden naar Kondratjev vernoemd door de Oostenrijkse econoom Joseph Schumpeter, die Kondratjevs werk uitbouwde tot een theorie van innovatiecycli.
De geldigheid van Kondratjevs ontdekking is tot op heden controversieel. Onder de wetenschappers die het bestaan van Kondratjevgolven erkennen, bestaat geen consensus over wat ze veroorzaakt.

## Geschiedenis en positie in de economische wetenschap

### Kondratjev en zijn voorlopers
Begin twintigste eeuw begonnen verscheidene economen op te merken dat de economische ontwikkeling van de kapitalistische wereld golfbewegingen vormde. Naast de al bekende conjunctuurgolven van 7-11 jaar, ontwaarde de Russische marxist Parvus Helphand in 1901 ook een zeer lange golfbeweging. Dezelfde ontdekking werd een aantal jaar later gedaan door twee Nederlanders, Jacob van Gelderen (in 1913) en Salomon de Wolff (in 1924), en door de Italiaan Vilfredo Pareto (in 1913).
Het was echter Nikolaj Kondratjev die de lange golfbewegingen definitief op de kaart zette. Kondratjev publiceerde in de jaren 1925-1928 een reeks studies naar het onderwerp, waarin hij het bestaan van de golven niet alleen aantoonde maar ook een verklaring bood. Kondratjevs werk verscheen eerst in het Russisch, maar in 1926 verscheen een Duitstalig overzichtsartikel, dat in 1935 ook in het Engels werd vertaald. Hoofdmoot hiervan was een grafiek die de ontwikkeling van het algemene prijspeil in de VS, het Verenigd Koninkrijk en Frankrijk weergaf tussen 1780 en 1920. In deze grafiek, waarin de trend van het prijspeil was verwijderd, was een duidelijk golfpatroon zichtbaar, met twee hele cycli van resp. 60 en 47 jaar en een halve cyclus (opgaande beweging) tot 1920, in alle drie de landen tegelijk. Andere grafieken toonden synchroon lopende golfbewegingen in het Engelse loonpeil, het Franse buitenlandse handelsvolume en de prijzen van enkele grondstoffen, terwijl de rentevoeten (geheel naar verwachting) steeds de omgekeerde beweging maakten.
Doorgetrokken naar het jaar 2010 ziet de Kondratieffcyclus er voor de VS en het VK als volgt uit. Geplot zijn afwijkingen van de empirische trend in producentenprijsindexen, gedeeld door de goudprijsindex.Vanwege een beveiligingsprobleem met de MediaWiki Graph-software is het momenteel niet mogelijk deze grafiek weer te geven. Zodra de software is bijgewerkt zal de grafiek vanzelf weer zichtbaar worden.
Kondratjev legde zijn golfpatronen naast de economische geschiedenis en ontdekte dat de periodes met stijgend prijspeil overeenkwamen met periodes van groei en uitbreiding van de wereldmarkt (verhoogde goudproductie, nieuwe handelsverdragen, kolonisatie, technologische vernieuwing), terwijl de neergang juist overeenkwam met depressie, vooral in de landbouw. Daarnaast zag hij dat de periodes van groei, meer dan die van stagnatie, gepaard gingen met oorlogen en revoluties. Kondratjev waagde zich aan de verklaring dat al deze verschijnselen economische oorzaken hadden, gelegen in de toegenomen concurrentie tijdens de hoogconjunctuur, terwijl de golfbeweging zelf voortkwam uit de autonome wetten van de economie.

### Schumpeter, Kuznets en vroege debatten
Kondratjevs ideeën werden in de jaren 1930 opgepikt door Joseph Schumpeter. De theorie stelde als hypothese het bestaan van heel lange macro-economische cycli en prijscycli, oorspronkelijk met een geschatte duur van 50 tot 54 jaar. Schumpeter bepleitte bovendien het tegelijkertijd bestaan van Kondratieff-, Juglar- en Kitchingolven.
In de periode tijdens en na de Tweede Wereldoorlog raakte Kondratjevs werk op de achtergrond. In de Sovjet-Unie werd het idee van een cyclisch patroon in het kapitalisme onverenigbaar geacht met de voorspelling, aan Marx toegeschreven, dat dit stelsel een spoedig einde zou beleven. In het westen rees het bezwaar dat er niet genoeg data was om het bestaan de Kondratjevgolven te ondersteunen. Kuznets' theorie van middellange golven (15-25 jaar), veroorzaakt door demografische ontwikkelingen, werd een alternatief voor de ideeën van Kondratjev en Schumpeter.
De meeste economen verwierpen het idee van lange golven, temeer omdat deze niet langer zichtbaar waren in de prijsbewegingen: het nieuwe verschijnsel van seculiere (niet-tijdelijke) inflatie maakte dat de prijspeilen almaar stegen, in plaats van in golven op en neer te gaan. Toen in de jaren 70 de wereldeconomie opnieuw in crisis raakte (stagflatie, energiecrises) leefde de interesse in Kondratieffcyclus weer op en ontstond een debat over de oorzaak ervan.

## Interpretaties
In de loop der tijd zijn diverse interpretaties van Kondratjevs ontdekking opgesteld, die verschillende oorzaken voor de golfbeweging voorstellen. Als eerste dient de reactie van de meeste liberale economen genoemd te worden, die neerkomt op verwerping; bijv. Paul Samuelson verwierp alle theorievorming over lange golven als sciencefiction. De wetenschappers die Kondratjevs resultaat (of een variant daarvan op basis van andere data) accepteren, debatteren vooral over de volgende vier interpretaties, al dan niet in combinatie.

### De investeringscyclus
De oudste verklaring voor de Kondratieffcyclus is dat deze veroorzaakt wordt door grootschalige investeringen in vast kapitaal, vooral in de vorm infrastructuurprojecten (spoorwegen en dergelijke). Dergelijke projecten hebben de neiging om een overinvestering te vormen die niet het beloofde rendement oplevert, zodat een periode van grote investeringen wordt gevolgd door een van grootschalige afschrijving. Dit was de verklaring die Van Gelderen al vóór Kondratjev poneerde, en die Kondratjev beïnvloedde in zijn eigen interpretatie.

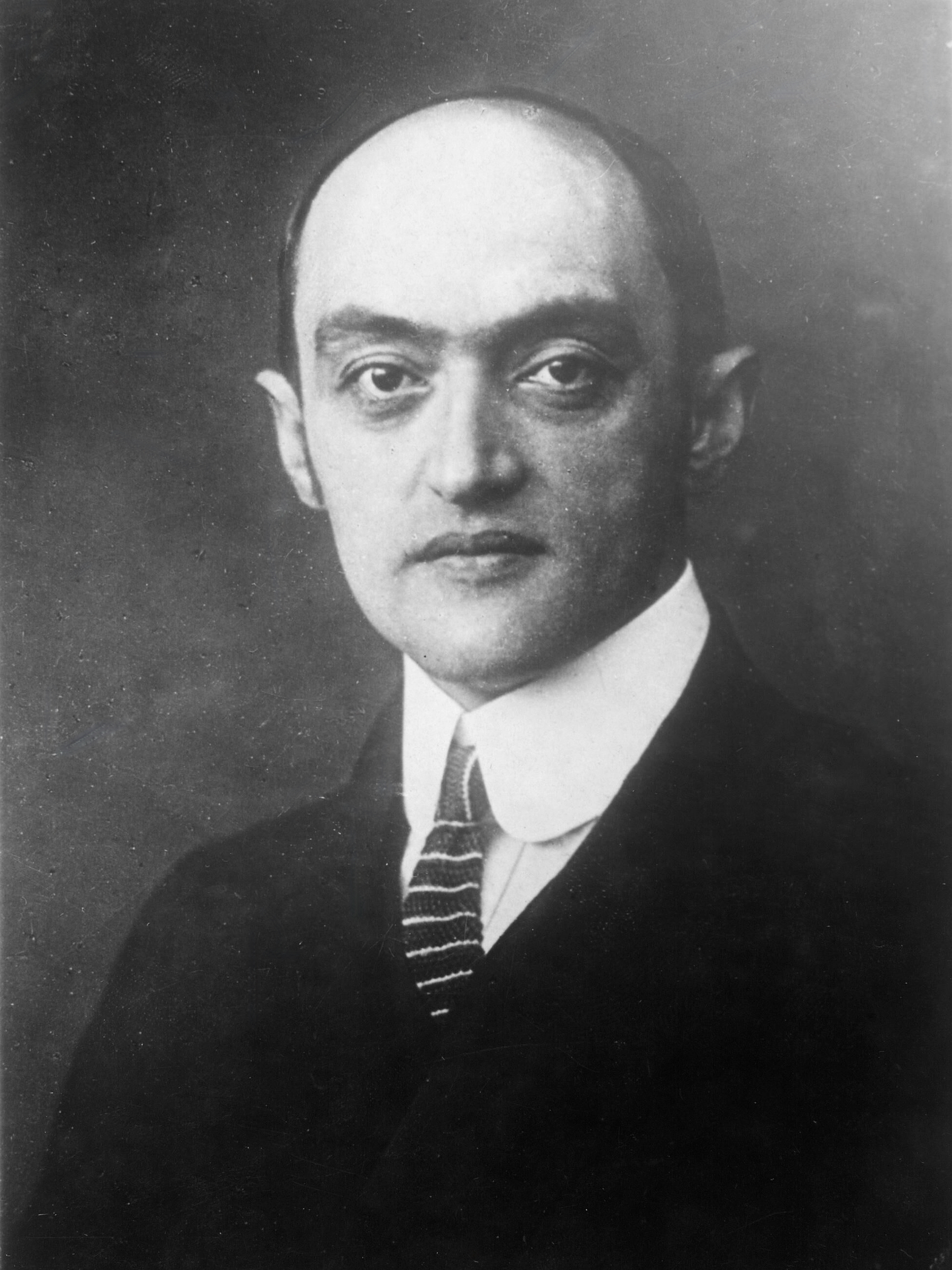
Joseph Schumpeter (1883-1950).

### Schumpeters theorie van innovatieclusters
In Joseph Schumpeters interpretatie van de Kondratieffcyclus wordt deze aangedreven door de combinatie van technologische innovatie en bankkrediet (hetzelfde geldt in meer of mindere mate voor kortere cycli). Elke opgaande periode in de cyclus wordt in Schumpeters visie gekenmerkt door een bepaald 'cluster' aan uitvindingen, die economische groei mogelijk maken. Deze groei wordt mogelijk gemaakt met nieuw geschapen kredietgeld. Op den duur raakt echter de rek uit de groei die het cluster mogelijk maakt en vlakt de golf af: de investeerders beginnen hun schulden terug te betalen, hetgeen deflatie in de hand werkt.
De reden dat de innovaties clusters vormen is gelegen in de psychologische, sociale en institutionele weerstand die innovaties ondervinden. Hoewel uitvindingen op ieder moment gedaan kunnen worden, zijn de meer ingrijpende pas in te zetten als deze weerstand doorbroken wordt, hetgeen het makkelijkst gaat in tijden van crisis. De crisis werpt een deel van de oude garde uit de markt, zodat ruimte ontstaat voor innovatieve ondernemingen (creatieve vernietiging) en het 'stuwmeer' aan beschikbare innovaties over de markt uitgespoeld wordt.

### De wet van de dalende winstvoet
Een derde verklaring voor de Kondratjevcyclus wordt gezocht in de wet van de dalende winstvoet. De theorie van de dalende winstvoet voorspelt een endogene tendens tot daling van de rendementen op investering, veroorzaakt door concurrentie op productiekosten en aangedreven door technologische vernieuwing. Het dalende deel van iedere golf is in deze visie de natuurlijke tendens van iedere markteconomie, terwijl de kentering moet komen van externe ontwikkelingen die structurele veranderingen in de economie bewerkstelligen. Voorbeelden van dergelijke ontwikkelingen zijn de periode van imperialisme (uitbreiding van de wereldmarkt vanaf ca. 1880), de omschakeling van laissez-faire naar ('keynesiaanse') staatssturing (vanaf de jaren 30) en de verplaatsing van productie naar lagelonenlanden, gekoppeld aan het breken van vakbondsmacht (tijdperk van mondialisering en neoliberalisme vanaf ca. 1970).
Ook technologische ontwikkeling kan bezien worden in het licht van deze interpretatie.

### Oorlogs- en goudcycli
Een vierde interpretatie ziet de lange golven vooral als een monetair verschijnsel, als golven van inflatie en deflatie. Deze grote prijsschommelingen worden veroorzaakt door dan wel nieuwe goudvondsten, dan wel de effecten van oorlogen (die tot schaarste en dus inflatie leiden).

## Voorspellende waarde
Ongeacht de oorzaak van de Kondratieffcyclus, kan men deze gebruiken om voorspellingen te doen over het algemene gedrag van de wereldeconomie, mits men rekening houdt met het feit dat de lengte van de golven varieert. Zo voorspelde Pieter Korteweg (bestuursvoorzitter van Robeco) in 1999 dat rond 2008 de opgaande Kondratieffgolf ten einde zou zijn. Enkele jaren later begonnen andere economen te waarschuwen voor een grote crisis. Uitgaande van acht à negen jaar tussen de piek van elke lange golf en het punt van hardste daling (piek 1920, beurskrach 1929; piek 1962, stagflatiecrisis 1970) voorspelde bijvoorbeeld Shaikh in 2003 dat de wereldeconomie in 2008-2009 onderuit zou gaan. De kredietcrisis brak uiteindelijk in 2007 uit.

## Alternatieven
Sinds de eerste ontwikkeling van deze theorie hebben verschillende studies het aantal mogelijke cycli vergroot, waarbij men langere en kortere cycli vond in de gegevens. De marxistische wetenschapper Ernest Mandel deed de interesse in de langegolftheorie opleven door zijn essay in 1964, dat het einde van de lange boom binnen vijf jaar voorspelde, en in zijn Alfred Marshall-lezingen van 1979. In Mandels theorie is er echter geen sprake van lange “cycli”, maar alleen van verschillende tijdperken die zich van elkaar onderscheiden door snellere en tragere groei met een duur van 20 tot 25 jaar.

## Kritiek
De langegolftheorie wordt niet aanvaard door de meeste neoklassieke economen, die technische veranderingen en innovaties meer als exogeen dan als endogeen fenomeen beschouwen in relatie tot economie. Het is echter een van de steunpilaren van innovatiegebaseerde, ontwikkelings- en evolutionaire economie – met andere woorden: een van de grote heterodoxe stromingen in de economie.
Onder de economen die de theorie aanvaarden, bestaat geen duidelijke overeenstemming over de begin- en eindjaren van de afzonderlijke cycli. Dit is een ander punt van kritiek op de theorie: het komt neer op patronen zien in een massa van statistieken die veel ruimte voor subjectiviteit openlaat. Tevens is er gebrek aan overeenstemming over de achterliggende oorzaken van dit fenomeen. Ook is men het oneens over de invloed van externe factoren zoals natuurrampen.

## Geïdentificeerde kondratieffgolven
De meeste aanhangers van de theorie zijn het echter eens met het “Schumpeter-Freeman-Perez”-paradigma van vijf golven sinds de industriële revolutie en de zesde die eraan komt. Deze vijf cycli zijn:
- Industriële revolutie, gebaseerd op textielproductie en aanleg van kanalen – 1771
- Tijdperk van stoom en spoorwegen, gebaseerd op stoomkracht en de trein – 1829
- Tijdperk van staal en elektriciteit, gebaseerd op bessemerstaal, elektriciteit en chemie – 1875
- Tijdperk van olie en de auto, gebaseerd op auto's en wegen – 1908
- Informatietijdperk, gebaseerd op computers, telecommunicatie en het internet – 1971[13]

De eerste en tweede cyclus begonnen in het Verenigd Koninkrijk, de derde in het Verenigd Koninkrijk, Duitsland en de Verenigde Staten, waarna de Verenigde Staten het voortouw namen met de vierde en vijfde kondratieffgolf (hoewel de vijfde golf uiteindelijk sneller door Europa en Japan werd opgepikt).
Volgens deze theorie bevinden we ons momenteel in de tweede helft van de vijfde cyclus, maar waar precies (keerpunt, neergang of crisis) is niet duidelijk. Wanneer de zesde cyclus gaat beginnen is daarom eveneens niet duidelijk. Zowel de dotcomcrisis als de kredietcrisis kunnen worden aangehaald als crises die de kentering markeren. Het begin van de opgang naar de zesde cyclus zou dan wellicht tussen 2015 en 2030 kunnen plaatsvinden. Ook op de vraag welke basisinnovaties deze zesde cyclus gaan aanjagen kan nog geen eenduidig antwoord worden gegeven. Een basisinnovatie dient een zekere toegevoegde (behoeftevervullende) waarde en een marktvolume te hebben, wil ze als aanjager functioneren. Kandidaten zijn biotechnologie, nanotechnologie, schone en duurzame energie, milieubescherming, robotisering en nieuwe ontwikkelingen in de gezondheidszorg.

## Voetnoten
1. ↑  Screpanti en Zamagni 2005, p. 314.
2. ↑  Kondratjev en Stolper 1935. De Engelse vertaling kon de goedkeuring van Kondratjev wegdragen (Schumpeter 2006 [1954], p. 1124).
3. ↑  Shaikh 2016, figuur 16.1, p. 727, gereconstrueerd aan de hand van de reeksen 'USGoldWaveDetrended' en 'UKGoldWaveDetrended' in appendix 5.3.
4. ↑  Screpanti en Zamagni 2005, p. 266.
5. ↑  Anwar Shaikh (2016, pp. 726-727) merkt op hoe ironisch dit is, aangezien Kondratjev zelf al een inflatiecorrectie in zijn tabellen had ingebouwd door prijzen uit te drukken in goud in plaats van nationale valuta's. Voor zijn grafiek gebruikte hij echter de prijzen uitgedrukt in nationale valuta's; het verschil was toen nog zeer klein.
6. ↑  Geciteerd door Goldstein 1988, p. 21.
7. ↑  Goldstein 1988, p. 21-25.
8. ↑  Screpanti en Zamagni 2005, pp. 265-266.
9. ↑  Shaikh 2016.
10. ↑  Jasper Lukkezen en Merijn Oudenampsen, ‘Ik vertrouw de markt niet’: Een interview met Alfred Kleinknecht. Jaarboek Kritiek (2012). Gearchiveerd op 24 september 2022.
11. ↑  Robeco vaart mee in Kondratieffs kielzog. NRC Handelsblad (25 maart 1999). Gearchiveerd op 12 februari 2018.
12. ↑  Shaikh 2016, p. 749.
13. ↑  Korotayev, Andrey V., & Tsirel, Sergei V. (2010) A Spectral Analysis of World GDP Dynamics: Kondratieff Waves, Kuznets Swings, Juglar and Kitchin Cycles in Global Economic Development, and the 2008–2009 Economic Crisis. Structure and Dynamics. Vol.4. #1. P.3-57.
14. ↑  L.A. Nefiodow, Der Sechste Kondratieff, Sankt Augustin, Rhein-Sieg-Verl., 2001